# Smith–Ninth Streets
Smith–Ninth Streets – stacja metra nowojorskiego, na linii F i G. Znajduje się w dzielnicy Brooklyn, w Nowym Jorku i zlokalizowana jest pomiędzy stacjami Carroll Street oraz Fourth Avenue. Została otwarta 7 października 1933.